# James Legge
James Legge, född 20 december 1815 i Huntly, Aberdeenshire, död 29 november 1897, var en skotsk sinolog.
Legge verkade 1843-73 som missionär i Hongkong och blev 1876 professor i kinesisk filologi i Oxford. Hans berömmelse som sinolog vilar främst på hans översättningar av konfucianismens kanoniska skrifter, The Chinese classics (8 band, 1860-72). För Sacred books of the East översatte Legge Yi-king (1882) och Li-ki (1885).